# Cryptus moschator
Cryptus moschator là một loài tò vò trong họ Ichneumonidae.